# (246837) Bethfabinsky
(246837) Bethfabinsky est un astéroïde de la ceinture principale.

## Description
(246837) Bethfabinsky est un astéroïde de la ceinture principale. Il fut découvert le 13 février 2010 aux États-Unis par le programme WISE. Il présente une orbite caractérisée par un demi-grand axe de 3,04 UA, une excentricité de 0,16 et une inclinaison de 8,3° par rapport à l'écliptique.

## Compléments